# Marc Gal
Marc Gal (en llatí Marcus Gallus) era un metge romà, diferent d'Eli Gal, que alguns suposen que portava el cognom Asclepíades cosa que podria ser un error de lectura, ja que el passatge on es menciona diu: Γάλλου Μάρκου τοῦ Ἀσκληπιάδου però probablement hauria de dir Γάλλου Μάρκου τοῦ Ἀσκληπιαδείου (és a dir seguidor d'Asclepíades de Bitínia.